# I-landsproblem
I-landsproblem är ett informellt uttryck för vardagliga problem som är typiska för industrialiserade länder, med en antydan om att dessa problem är lindriga jämfört med problem i utvecklingsländer, som krig, svält, farsoter, analfabetism och fattigdom.
I det svenska humorprogrammet Hipp Hipp! förekom "dagens i-landsproblem" som återkommande sketch, bland annat sketcher om när en dator inte fungerade, när en person hade för många fjärrkontroller i sitt hem och när en dam beklagade sig över att man bara kunde ta ut 500-kronorssedlar i en uttagsautomat.